# Sunny McKay
Sunny McKay (Nueva Gales del Sur; 6 de mayo de 1969) es una actriz pornográfica australiana.

## Biografía
Natural de Australia, McKay fue descubierta por el cineasta erótico John T. Bone en 1989, debutando dicho año como actriz pornográfica con 20 años. Su primera película como actriz fue la producción Behind Blue Eyes 3, coprotagonizada por Nina Hartley, Sabrina Dawn, Mike Horner y Randy Spears.
Como actriz, ha trabajado con estudios como Sunshine Films, Magma, Caballero Home Video, Odyssey, VCA Pictures, Elegant Angel, Vivid, Sin City, Metro, Marc Dorcel, Evil Angel, Wet Video, Dreamland o Moonlight, entre otros.
En 1991 debutaría en los Premios AVN siendo nominada en las categorías de Mejor actriz revelación y Mejor escena de sexo chico/chica por A Touch of Gold. Se alzaría, así mismo, con el premio a la Mejor escena de sexo en grupo por la película Buttman's Ultimate Workout, galardón que recibió junto a Rocco Siffredi y Alexandra Quinn. Más tarde, la película se vería envuelta en polémica al descubrirse, por intermediación del FBI, que Quinn era menor de edad (más joven de 21 en el momento) cuando rodó sus escenas, lo que llevó a las autoridades a la destrucción de todas las copias pertinentes.
Se retiraría de la industria en 1994, habiendo aparecido en un total de 116 películas como actriz.

## Premios y nominaciones
| Año  | Ceremonia    | Resultado | Premio                           | Trabajo                    |
| ---- | ------------ | --------- | -------------------------------- | -------------------------- |
| 1991 | Premios AVN  | Nominada  | Mejor actriz revelación          | —                          |
| 1991 | Premios AVN  | Nominada  | Mejor escena de sexo chico/chica | A Touch of Gold            |
| 1991 | Premios AVN  | Ganadora  | Mejor escena de sexo en grupo    | Buttman's Ultimate Workout |
| 1991 | Premios XRCO | Ganadora  | Mejor escena de sexo del año     | Buttman's Ultimate Workout |